# Wilhelm Kreuz
Wilhelm Kreuz (Vienna, 29 maggio 1949) è un allenatore di calcio ed ex calciatore austriaco, di ruolo attaccante.

## Palmarès

### Calciatore

#### Individuale
- Capocannoniere della Bundesliga austriaca: 1

1970-71 (26 gol)

### Allenatore

#### Club
- ÖFB-Cup: 1

Stockerau: 1991